# Кинг, Джордж Клифт
Джордж Клифт Кинг (англ. George Clift King; 23 апреля 1848 — 18 июля 1935)  — 2-й мэр Калгари, Канада.

## Биография
Кинг родился в Челмсфорде в 1848 году и спустя 26 лет покинул Англию, поступив на службу в Северо-Западную конную полицию на территории Канады.
В 1875 году на месте современного Калгари был основан пост Северо-Западной полиции, 1-м жителем которого стал Кинг, первым вступив на землю будущего города в составе отряды полиции.
Титул 1-го жителя Калгари также был присвоен фермеру Сэму Ливингстону, поселившимся около Калгари в 1874 году и Джону Гленну, иммигрировавшему в Канаду в 1873 году.
В 1877 году Кинг ушёл в отставку и возглавил отделение I. G. Baker Company в Калгари, ставшее первым магазином в городе.
В 1879 году он женился на дочери торговце мехами Луизе Мунро, с которой имел четырёх детей.
В 1882 году Кинг открыл собственный магазин, в котором также размещался местный почтовый офис, начальником которого Кинг стал в 1885 году.
В 1886 году Кинг стал мэром Калгари, но в 1888 году оставил свой пост и стал членом городского совета на следующие 4 года.
В 1921 году Кинг ушёл в отставку с должности почтмейстера Калгари и вскоре открыл табачный магазин и кондитерскую, которыми он управлял вплоть до своей кончины в 1935 году. 
За год до смерти в 1934 году Кинг был награждён орденом Британской империи.

## Память
22 июня 2000 года, в честь 125-летия основания Калгари, на могиле Кинга был установлен монумент в его честь.